# The Lady Objects
Pour plus de détails, voir Fiche technique et Distribution.
The Lady Objects est un film américain réalisé par Erle C. Kenton, sorti en 1938.

## Synopsis
Les années d'athlète et de chanteur d'université de Bill Hayward sont désormais derrière lui et alors qu'il se débat financièrement, Ann, sa femme avocate prospère et est promue partenaire junior dans son cabinet d'avocats.
Pendant qu'elle est à Washington, DC, pour affaires, Bill accompagne ses amis June et George dans une discothèque de New York où ils ont été embauchés pour divertir le public. Il est intimement persuadé de monter sur scène et de chanter lui-même, mais résiste à la tentation de se mettre dans une situation amoureuse avec June, une ancienne petite amie de l'école.
June est en état d'ébriété et un trébuchement entraîne sa mort accidentelle. Bill, cependant, est accusé à tort de son meurtre. Ann propose de le défendre devant le tribunal, mais Bill ne peut pas supporter cette pensée. Cependant, lorsque l'affaire tourne mal contre lui, Ann fournit des informations qui aboutissent à l'acquittement de Bill et à leur réconciliation commune.

## Fiche technique
- Titre : The Lady Objects
- Réalisation : Erle C. Kenton
- Scénario : Gladys Lehman et Charles Kenyon
- Photographie : Allen G. Siegler
- Montage : Al Clark
- Société de production : Columbia Pictures
- Pays de production :  États-Unis
- Langue : Anglais
- Format : Noir et blanc - 1,37:1 - Mono
- Genre : Film dramatique
- Durée : 66 minutes
- Dates de sortie : 
  - États-Unis : 12 octobre 1938

## Distribution
- Gloria Stuart : Ann Adams Hayward
- Lanny Ross : William Hayward
- Joan Marsh : June Lane
- Roy Benson : George Martin
- Pierre Watkin : Mr. Harper
- Robert Paige : Ken Harper
- Arthur Loft : Charles Clarke
- Stanley Andrews : Baker
- Bess Flowers : Miriam Harper
- Ann Doran : Miss Hollins
- Gloria Blondell : Grace (non créditée)